# Kiki's vliegende koeriersdienst
Kiki's Vliegende Koeriersdienst (魔女の宅急便, Majo no Takkyūbin, De koeriersdienst van de heks) is een animefilm uit 1989, gemaakt door Studio Ghibli in een regie van Hayao Miyazaki.
Het script is gebaseerd op het gelijknamige boek van Eiko Kadono. Het is de tweede film die wel door Miyazaki is geregisseerd, maar niet door hem is geschreven.
De film is door Disney in Nederland uitgegeven op VHS met een Nederlandstalige nasynchronisatie.
Omstreeks 2021 verkreeg Netflix de streaming rechten tot het gehele oeuvre van Studio Ghibli. Veel van de films, waaronder Kiki's Delivery Service, kregen voor deze release een nieuwe Nederlandstalige dub.

## Verhaal
Kiki is een 13 jaar oude heks in opleiding. Ze woont in een plattelandsdorpje waar haar moeder werkt als kruidenvrouwtje. Bij aanvang van de film is het tijd voor Kiki om een jaar lang alleen in een andere stad te gaan wonen en zich als heks te bewijzen. Samen met haar kat Jiji (die in de Nederlandse versie Jojo heet) vertrekt ze op de bezem van haar moeder naar haar bestemming. Onderweg ontmoet ze een andere heks, die net klaar is met haar jaar zelfstandig wonen, die haar wat advies geeft. Tevens moeten Kiki en Jiji schuilen in een trein vanwege een onweersbui.
Uiteindelijk vestigt Kiki zich in de stad Koriko. Aanvankelijk heeft ze moeite om zich aan te passen. Om aan geld te komen, begint ze een koeriersdienst met haar bezem als vervoermiddel. Ze krijgt hierbij te kampen met enige tegenslagen zoals het feit dat haar zaak maar langzaam op gang komt, verkeerde merchandising, ontevreden klanten en ziekte. Ook heeft ze last van heimwee.
Kiki trekt al snel de aandacht van Tombo (die in de Nederlandse versie Tommy heet), een jongen van haar leeftijd die geobsedeerd is door vliegen. De twee worden na een wat moeizame start vrienden. Door haar onzekerheid over haar situatie en zichzelf beginnen Kiki’s krachten langzaam te verdwijnen. Dankzij een jonge kunstenaar genaamd Ursula krijgt Kiki het zelfvertrouwen dat ze nodig heeft om haar krachten terug te krijgen. Wanneer Tombo een ongeluk krijgt met een vliegmachine, krijgt Kiki tevens de inspiratie die ze nodig heeft om haar vermogen op bezems te vliegen terug te krijgen en hem te redden. Hierdoor wordt ze zelf in een klap een beroemdheid. Eindelijk kan ze haar draai vinden in het plaatsje en haar jaar voltooien.
In de aftiteling wordt getoond hoe ze samen met Tombo, die nu succesvol een eigen vliegmachine heeft gebouwd, door de lucht vliegt.

## Rolverdeling

### Originele versie
| Acteur           | Personage    |
| ---------------- | ------------ |
| Minami Takayama  | Kiki         |
| Rei Sakuma       | Jiji         |
| Kappei Yamaguchi | Tombo Kopoli |
| Keiko Toda       | Osono        |
| Minami Takayama  | Ursula       |
| Haruko Kato      | Oku-sama     |
| Hiroko Seki      | Bertha       |
| Kouichi Miura    | Okino        |
| Mieko Nobuzawa   | Kokiri       |

### Nederlandse versie
| Acteur                 | Personage |
| ---------------------- | --------- |
| Barbara Dicker         | Kiki      |
| Leon Tol               | Jojo      |
| Dick van den Toorn     | Tommy     |
| Corry van der Linden   | Mary      |
| Marjolein Spijkers     | Ursula    |
| Marloes van den Heuvel | Irene     |
| Maria Lindes           | Bertha    |
| Bram Bart              | Olivier   |
| Beatrijs Sluijter      | Katinka   |

### Nederlandse Versie (Netflix)
Voor de Netflix uitgave van de film werd een nieuwe Nederlandstalige Dub geproduceerd. Waar de eerdere versie vertaald werd vanuit de Engelstalige dub van Disney, is de nieuwe versie trouw gebleven aan het originele Japanse script.
Deze dub werd geproduceerd door Wim Pel Productions, werd vertaald door Geert van Bremen, met stemregie door Stephan Holwerda, adaptatie door Oscar Siegelaar, techniek door Tim Grommé en productie door Niek de Jong.
| Personage       | Acteur                      |
| --------------- | --------------------------- |
| Kiki            | Fé van Kessel               |
| Jiji            | Leonoor Koster              |
| Tommie          | Moos Parser                 |
| Ursula          | Venna van den Bosch         |
| Osono           | Lottie Hellingman           |
| Oude Dame       | Lucie de Lange              |
| Overige Stemmen | Jan Nanhof , Sander De Heer |

## Achtergrond

### Productie
De productie van Kiki's Vliegende Koeriersdienst begon in het voorjaar van 1987, toen Group Fudosha de uitgevers van Eiko Kadono's boek vroeg of ze het mochten verfilmen. De film zou geregisseerd gaan worden door Hayao Miyazaki of Isao Takahata. Beiden waren echter al druk bezig met andere films: Miyazaki met My Neighbor Totoro en Takahata met Grave of the Fireflies.
Miyazaki nam de taken als producer op zich voor de film. Toen de productie van Totoro's tegen zijn einde liep, werden de meeste tekenaars van dat project overgeplaatst naar Kiki's Vliegende Koeriersdienst. De personages werden ontworpen door Katsuya Kondo. Hoewel de meeste posities daarmee waren vergeven, was er nog altijd geen regisseur voor de film. Miyazaki deed een poging een regisseur te vinden, maar slaagde daar niet in. Ghibli huurde een anonieme scenarioschrijver in voor het script van de film, maar Miyazaki was niet tevreden over wat hij met het verhaal had gedaan.
Toen Totoro was uitgebracht kon Miyazaki zich meer focussen op Kiki's Vliegende Koeriersdienst. Hij begon zelf een scenario te schrijven. Daar de film zich af moest gaan spelen in een Noord-Europees land, gingen hij en de productiestaff daarheen om schetsen te maken van het landschap. Ze deden onder andere Stockholm, Adelaide en het Zweedse eiland Gotland. Over in welke tijdsperiode de film zich precies af zou spelen was nog lange tijd onduidelijkheid. Ook na uitkomst van de film werd dit een onderwerp van discussie onder fans. Zo bevat de film voorwerpen uit de jaren 50, zoals een transistorradio, maar zijn de voertuigen afkomstig uit een oudere periode. Uiteindelijk stelde Miyazaki dat de film zich afspeelde in de jaren 50 van een alternatieve geschiedenis, waarin de Tweede Wereldoorlog nooit had plaatsgevonden.
Miyazaki ging zich meer en meer met het project bezighouden, en bracht veel veranderingen aan in het originele verhaal. Derhalve is de film zelf erg verschillend van het originele boek. Kadono was ontevreden over deze veranderingen, en dreigde zelfs haar toestemming het boek te verfilmen in te trekken. Pas nadat Miyazaki en Tohio Suzuki haar uitnodigden in de studio gaf ze toestemming te film toch af te maken. Op 8 juli 1988 voltooide Miyazaki het script, en besloot toen zelf de film te regisseren.
Kiki's Vliegende Koeriersdienst was aanvankelijk bedoeld als een 60 minuten durende special, maar werd tijdens de productie uitgebreid naar een film van 102 minuten.

### Ontvangst
Kiki's Vliegende Koeriersdienst opende op 29 juli 1989 in de Japanse bioscopen. De totale boxoffice aldaar was ¥2.170.000.000 Daarmee was de film in Japan financieel gezien de meest succesvolle film van dat jaar.
Van de film werden ook twee Engelstalige versies uitgebracht, waarvan de tweede door Disney. Ook deze versie van de film sloeg aan, en werd onder andere van de acht meest gehuurde films bij Blockbusterwinkels. Tevens werden er meer dan een miljoen exemplaren van de film verkocht.
De conservatieve Christelijke groepering Concerned Women for America boycotte Kiki's Vliegende Koeriersdienst, en bracht op 28 mei 1998 een persbericht uit waarin Disney ervan werd beschuldigd hekserij te promoten.

### Musical
In 1993 werd een musicalversie van de film geproduceerd. Het script werd geschreven door Yukio Ninagawa, en de regie was in handen van Kensuke Yokouchi. De rol van Kiki werd vertolkt door Youki Kudoh, en de rol van Tombo door Akira Akasaka. Akasaka werd al snel vervangen door Katsyuki Mori (bekend van SMAP).

## Prijzen en nominaties
In 1990 won Kiki's Vliegende Koeriersdienst vier prijzen:
- De “Popularity Award” en de “special award” van de Awards of the Japanese Academy
- De “Readers' Choice Award” voor beste Japanse filmregisseur
- De Mainichi Film Concours voor beste animatiefilm.